# Stefano Caselli
Stefano Caselli (Roma, 21 febbraio 1978) è un fumettista italiano.

## Carriera
Frequenta la Scuola Romana dei Fumetti dove si diploma dopo tre anni. Inizia come storyboard artist per il cinema e la pubblicità, ed approda ai fumetti scrivendo ed illustrando storie brevi per Playboy Italia.
Nel 2002 inizia la sua collaborazione come disegnatore con la Marvel Comics realizzando a giugno i disegni per la seconda parte di Mutant X: Dangerous Decision vol.1, tratto dalla serie televisiva omonima, poi a settembre realizza Thunderbolts n. 70.
Dopo l'esperienza alla Marvel Comics si trasferisce alla Devil's Due Publishing dove collabora per la realizzazione dei Micronauts serie ispirata ai giocattoli degli anni settanta, per poi approdare come disegnatore regolare dei G.I. Joe, altra serie ispirata a una linea di giocattoli e cartoni animati della successiva decade.
Nel 2004 insieme a Tim Seeley crea la serie horror Hack/Slash della quale realizza i character design ed i disegni del primo numero. Da questo volume inizia la lunga collaborazione con il colorista malese Sunder Raj.
I diritti cinematografici della serie Hack/Slash vengono acquisiti dalla Rogue Pictures (Universal). Il film, previsto per la primavera 2008, vedrà alla regia Todd Lincoln.
Nel 2006 torna alla Marvel, firmando un contratto d'esclusiva di tre anni. Per la "casa delle idee" realizza una mini serie di 4 numeri (Civil War: Young Avergers/ Runaways), che vede come protagonisti due gruppi di giovani supereroi.
Con lo sceneggiatore Dan Slott realizza una mini-serie di 6 numeri (divenuta una serie a tutti gli effetti), intitolata Avengers: The Initiative, la cui pubblicazione è iniziata a marzo 2007.
Dal 2011 al 2012, per i testi di Dan Slott, realizza i disegni per la collana americana The Amazing Spider-Man, dedicata all'Uomo Ragno.
Sempre nel 2011 fonda (insieme a Riccardo Burchielli, Giuseppe Camuncoli, Francesco Mattina e Diego Malara), Italian Job Studio.
Nel 2012, con la sceneggiatrice Kelly Sue DeConnick, crea la serie Avengers Assemble.
All'inizio del 2014 entra come disegnatore regolare nella nuova testata Avengers World, scritta da Hickman e da Spencer.
Nel 2014 diventa, insieme a Mike Deodato, il disegnatore ufficiale degli Avengers nel ciclo Time runs out.
Nel 2016 diventa disegnatore per il lancio della testata di All New Inhumans.
Nel 2016 inizia la sua collaborazione con Brian Michael Bendis su Invincible Iron Man, che disegnerà per 19 numeri.
Nel 2018 disegna West Coast Avengers scritto da Kelly Thompson
Nel 2019 collabora alle serie dei Fantastici Quattro, scritti da Dan Slott.
Dal 2020 al 2024 si alterna su diverse testate legate al mondo dei mutanti, tra cui Marauders, Exalibur e SWORD per poi passare al rilancio di X MEN RED .
Sempre nel 2024 è tra i disegnatori coinvolti nel rilancio degli X-MEN
Nello stesso anno viene chiamato a realizzare il numero di apertura del rilancio dell'Universo Ultimate: Ultimate Universe
Nel 2024 diventa inoltre disegnatore principale della serie ULTIMATE BLACK PANTHER scritta da Bryan Hill e nello stesso anno disegna i lay out per la serie Hack\Slash Body Bags scritta da Tim Seeley. 
È socio ed insegnante presso la Scuola romana dei fumetti.